# Chillin
Chillin è il singolo d'esordio del rapper statunitense Wale, pubblicato il 14 aprile 2009 come primo estratto dal suo primo album in studio Attention Deficit. 

## Descrizione
Il brano, che vede la partecipazione della cantante Lady Gaga, contiene un campionamento di Na Na Hey Hey Kiss Him Goodbye degli Steam.

## Video musicale
Il video del singolo è stato diretto da Chris Robinson e pubblicato su YouTube il 2 giugno 2009. I rapper Young Gunz, Tre Williams e Bun B appaiono nel video.

## Tracce
Download digitale
1. Chillin (feat. Lady Gaga) – 3:29

US 12"
1. Chillin (feat. Lady Gaga) (Clean) – 3:18
2. Chillin (feat. Lady Gaga) (Dirty) – 3:18
3. Chillin (feat. Lady Gaga) (Instrumental) – 3:20

CD single (Europa)
1. Chillin (feat. Lady Gaga) (Clean) – 3:18
2. Nike Boots – 4:19

## Classifiche
| Classifica (2009) | Posizione massima |
| ----------------- | ----------------- |
| Australia         | 29                |
| Belgio (Fiandre)  | 70                |
| Canada            | 73                |
| Europa            | 42                |
| Irlanda           | 19                |
| Regno Unito       | 12                |
| Stati Uniti       | 99                |